# Franco Bonisolli
Franco Bonisolli (* 25. Mai 1937 in Rovereto, Italien; † 30. Oktober 2003 in Monte Carlo, Monaco) war ein italienischer Opernsänger (Tenor).

## Leben

### Karriere
Nach stimmlicher Ausbildung bei Alfredo Lattaro gewann Bonisolli 1961 den renommierten Gesangswettbewerb in Spoleto, wo er ein Jahr später als Ruggiero in Giacomo Puccinis Oper La rondine debütierte. Rollen zu Beginn seiner Karriere waren: der Prinz in Die Liebe zu den drei Orangen (Spoleto, Juni 1962), Rismondo in Riccardo III von Luigi Canepa (Sassari, Dezember 1962) und der italienische Sänger in Der Rosenkavalier (Rom, März 1963). 1968 und 1969 gelang ihm der Durchbruch zunächst an der Wiener Staatsoper, dann an der Mailänder Scala, und im Jahre 1971 an der Metropolitan Opera in New York.
1978 kam es an der Wiener Staatsoper zu einem Skandal, als er bei der Generalprobe der Neueinstudierung der Oper Il trovatore in der Rolle des Manrico nach Missfallenskundgebungen aus dem Publikum das Schwert auf den Boden warf und die Produktion verließ. Sein herausragendes Talent war gepaart mit unangepasstem und unberechenbarem Verhalten auf und hinter der Bühne, was auch dazu führte, dass in der Folge die bedeutenden Produktionen mit anderen Tenören besetzt wurden.

### Rückzug und Comeback
1990 zog er sich überraschend aus privaten Gründen von der Bühne zurück, bis er im März 1999 ein vielumjubeltes Comeback feierte. Auftritte an der Wiener Staatsoper u. a. als Loris in Fedora von Umberto Giordano, als Cavaradossi in Tosca und als Manrico in Der Troubadour sowie Arienabende in Graz, Poznań, Salzburg, Bamberg, Hamburg und München folgten. Eine 2002 festgestellte Erkrankung beendete Bonisollis über 40 Jahre andauernde Karriere und führte im folgenden Jahr zu seinem überraschend frühen Tod. Für 2003 war eine aufwändige Opernproduktion mit ihm in Peking geplant. Die Einladung für die Rolle des Calaf in der Oper Turandot von Giacomo Puccini lag ihm bereits vor.

## Bedeutung als Sänger
Franco Bonisolli war einer jener wenigen Tenöre, die über ein wirklich sicheres „hohes C“ verfügten. Die Stretta des Manrico (Il Trovatore) gehörte zu seinen Glanznummern. Durch die Verve seiner Stimme und sein ungestümes Bühnentemperament waren seine Auftritte stets spannungsvoll, zugleich aber auch umstritten.
In einem seiner letzten Interviews resümierte Bonisolli etwas zynisch: „Ich war lange Jahre wie ein naives, großes Kind. Ich konnte und wollte nicht sehen, dass der Opernbetrieb in Verbindung mit der Musikindustrie einer Maschine gleicht. Einer Maschine, die Öl benötigt - ich habe nie geölt.“